# Lindau (Bodensee)
 For alternative betydninger, se Lindau. (Se også artikler, som begynder med Lindau)
Lindau er en by i Bayern, Tyskland. Den ligger ved Bodensøen, nær grænsen til Østrig.
Byen har jernbaneforbindelse til bl.a. München og Ulm. Med færge er der forbindelse til Konstanz, Bregenz og Friedrichshafen.

## Links
- Byens hjemmeside Arkiveret 2. maj 2012 hos  Wayback Machine – på engelsk